# Trái Đất mọc

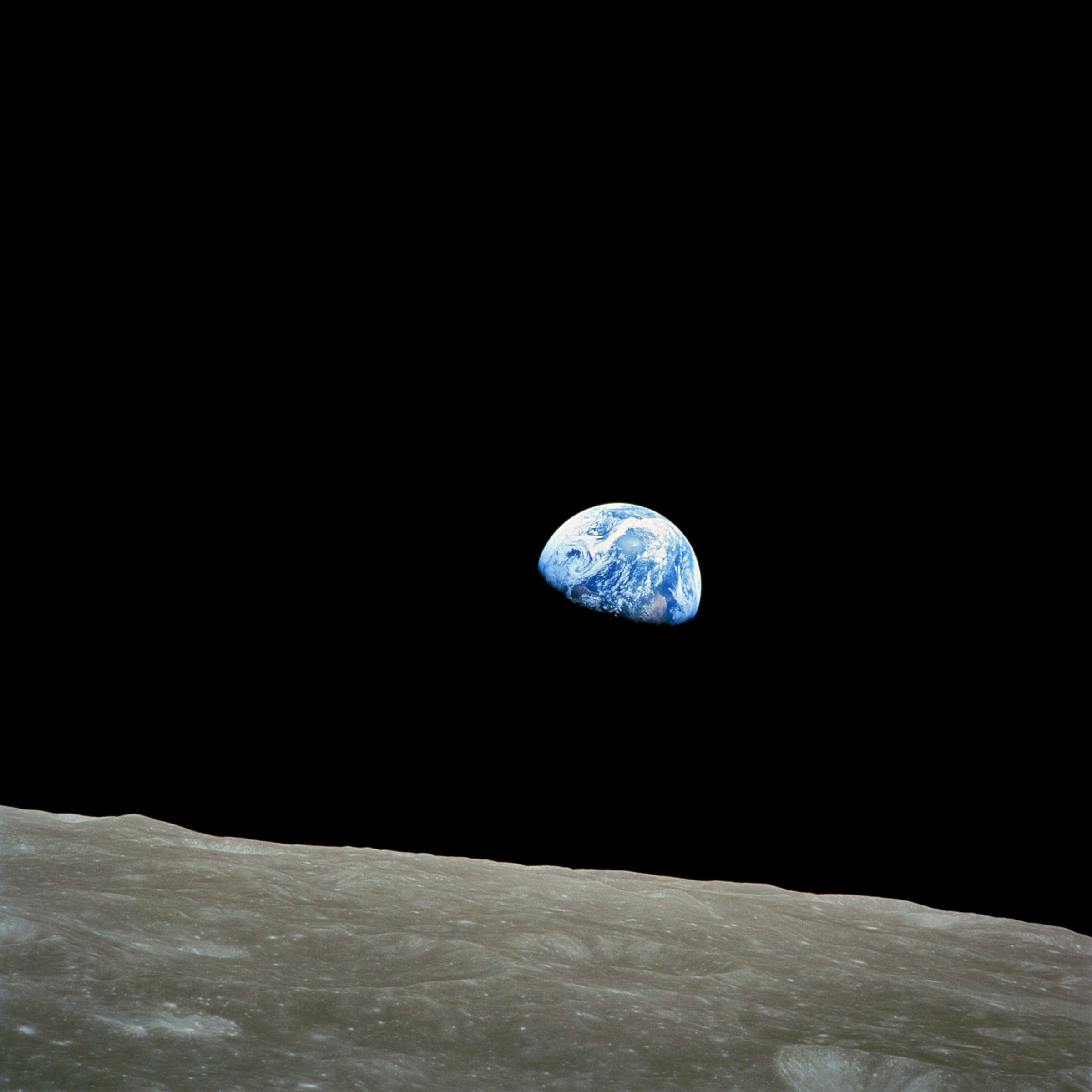
Trái Đất mọc, chụp ngày 24 tháng 12 năm 1968 bởi nhà du hành vũ trụ Apollo 8 William Anders.

Trái Đất mọc (tiếng Anh: Earthrise) là một bức ảnh gồm Trái Đất và một phần bề mặt Mặt Trăng, do phi hành gia William Anders chụp lại từ quỹ đạo Mặt Trăng vào ngày 24 tháng 12 năm 1968 trong sứ mệnh Apollo 8. Nhiếp ảnh gia thiên nhiên Galen Rowell tuyên bố đây là "bức ảnh môi trường có ảnh hưởng nhất từng được chụp".
Trước khi Anders tạo ra tấm ảnh màu này, đã có bức ảnh đồ họa raster đen trắng thô tương tự được chụp vào năm 1966 bởi tàu thăm dò robot Lunar Orbiter 1, phi thuyền đầu tiên của Mỹ quay quanh Mặt Trăng.

## Chi tiết

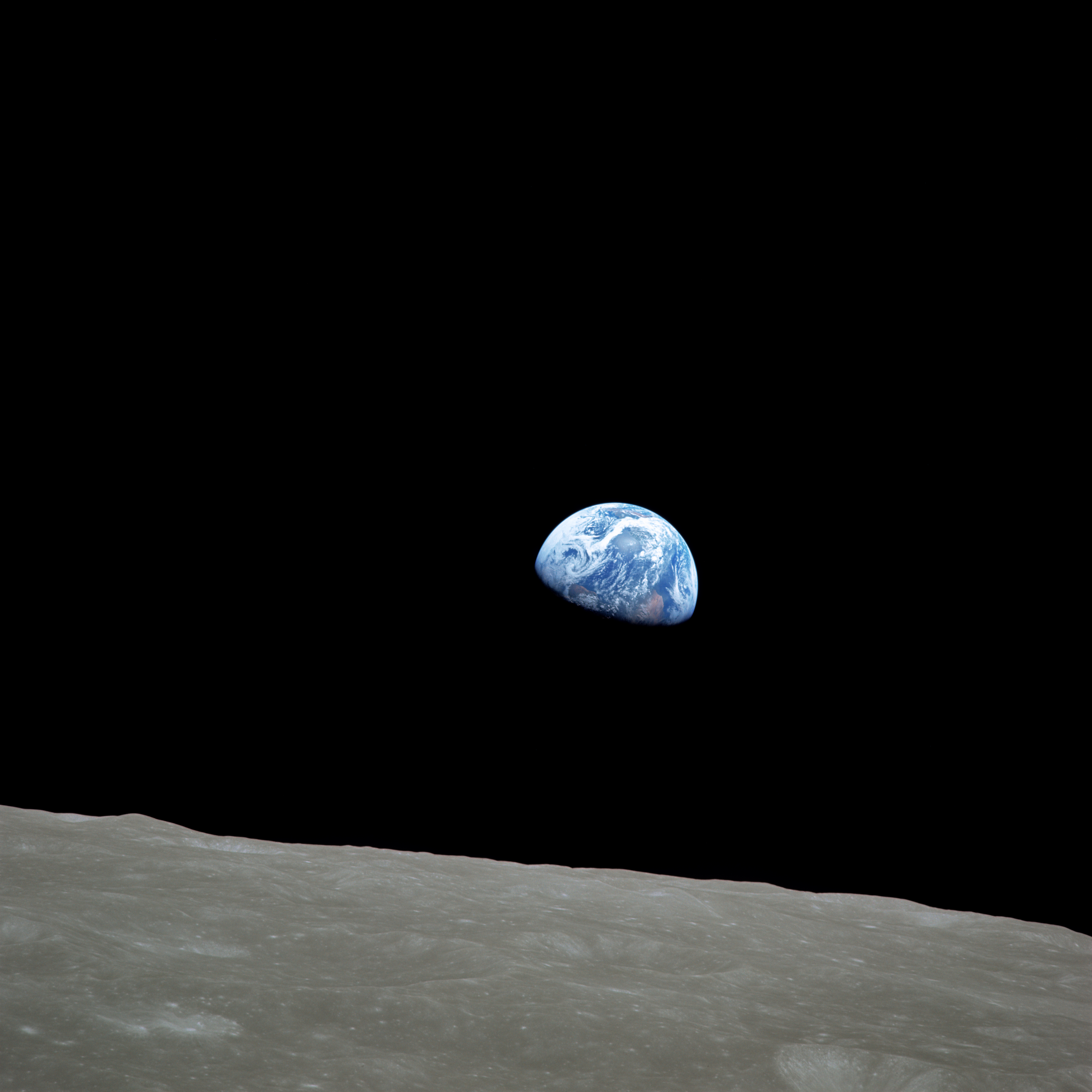
Phiên bản hiệu chỉnh màu

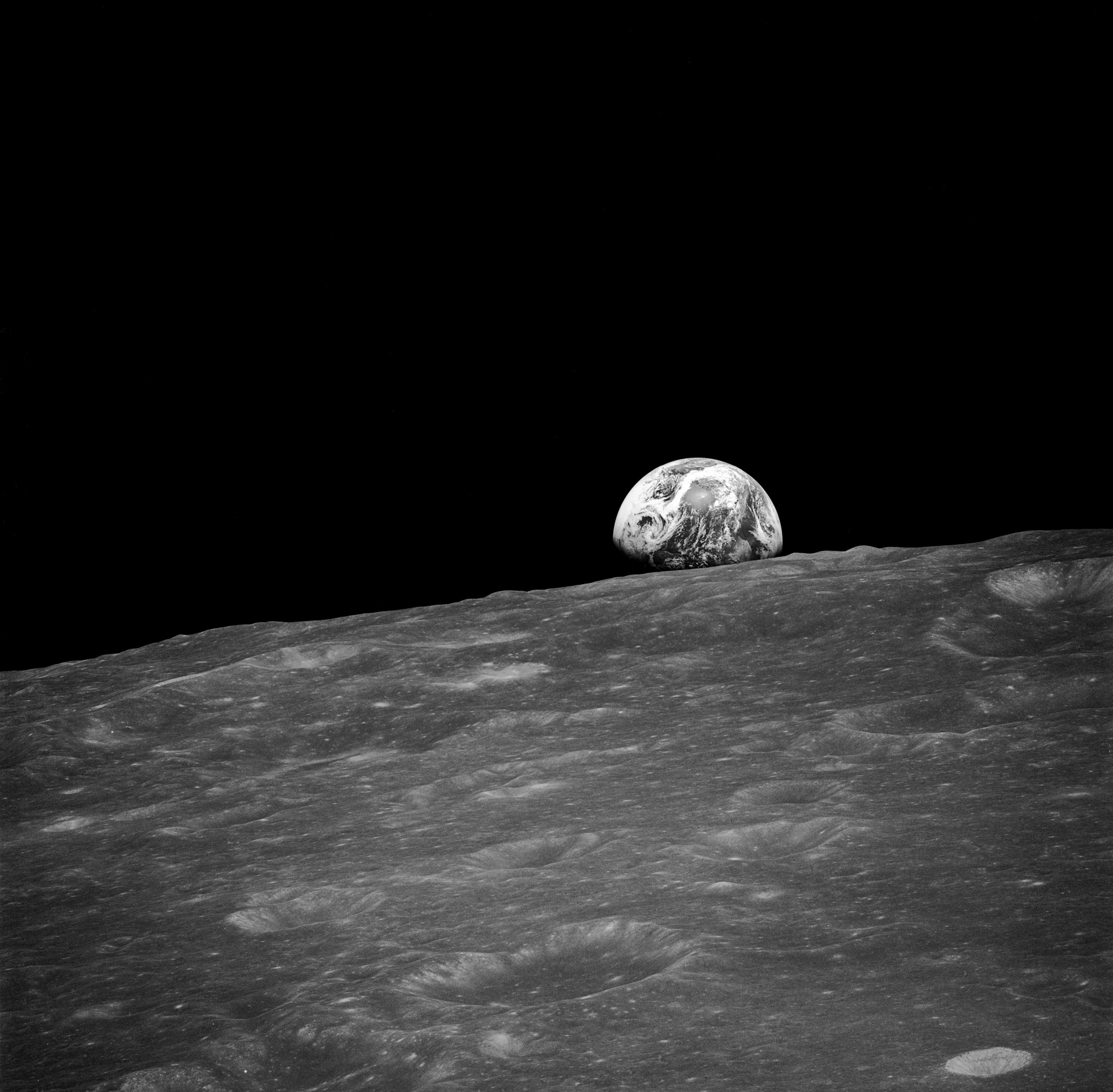
Bức ảnh đầu tiên về Trái Đất từ Mặt Trăng, được chụp ngay trước Trái Đất mọc.

Trái Đất mọc được chụp bởi phi hành gia William Anders trong nhiệm vụ Apollo 8, chuyến bay có người lái đầu tiên đi vòng quanh quỹ đạo Mặt Trăng. Trước khi Anders tìm thấy phim màu 70 mm phù hợp, chỉ huy sứ mệnh Frank Borman đã chụp một bức ảnh đen trắng về quang cảnh, trong đó đường chạng vạng của Trái Đất đang chạm vào chân trời. Vị trí khu vực bề mặt Mặt Trăng và hình dạng các đám mây trong ảnh này giống hệt như bức ảnh màu Trái Đất mọc.
Bức ảnh được chụp từ quỹ đạo Mặt Trăng vào 16:39:39,3 UTC ngày 24 tháng 12 năm 1968 bằng một chiếc Hasselblad 500 EL đã được điều chỉnh đáng kể với hệ dẫn động điện. Máy ảnh có vòng ngắm đơn giản thay vì kính ngắm phản xạ tiêu chuẩn, được nạp một ổ đựng phim 70 mm chứa cuộn phim Ektachrome tùy chỉnh do Kodak phát triển. Ngay trước đó, Anders đã chụp ảnh bề mặt Mặt Trăng bằng thấu kính 250 mm; thấu kính sau đó cũng được sử dụng cho các bức ảnh Trái Đất mọc.

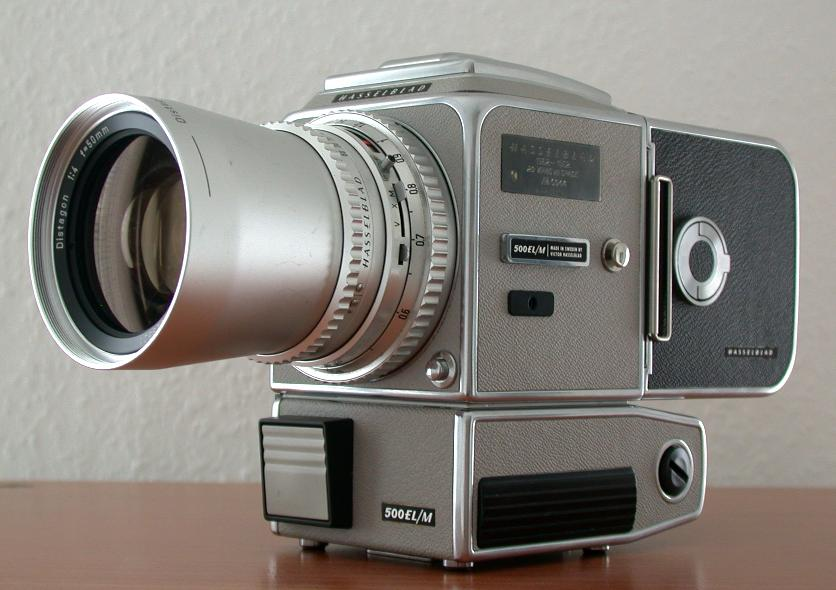
Một bản sao của máy ảnh Hasselblad 500 EL đã điều chỉnh được sử dụng.

Anders: Chúa ơi! Nhìn cảnh tượng đằng đó kìa! Trái Đất đang đi lên. Chà, đẹp thật.

Borman: Này, đừng chụp đấy, nó không có trong lịch trình. (đùa)

Anders: (cười) Anh có cuộn phim màu chứ Jim?

            Mau đưa tôi cuộn phim màu đó nào...

Lovell: Ôi trời, tuyệt thật đấy!

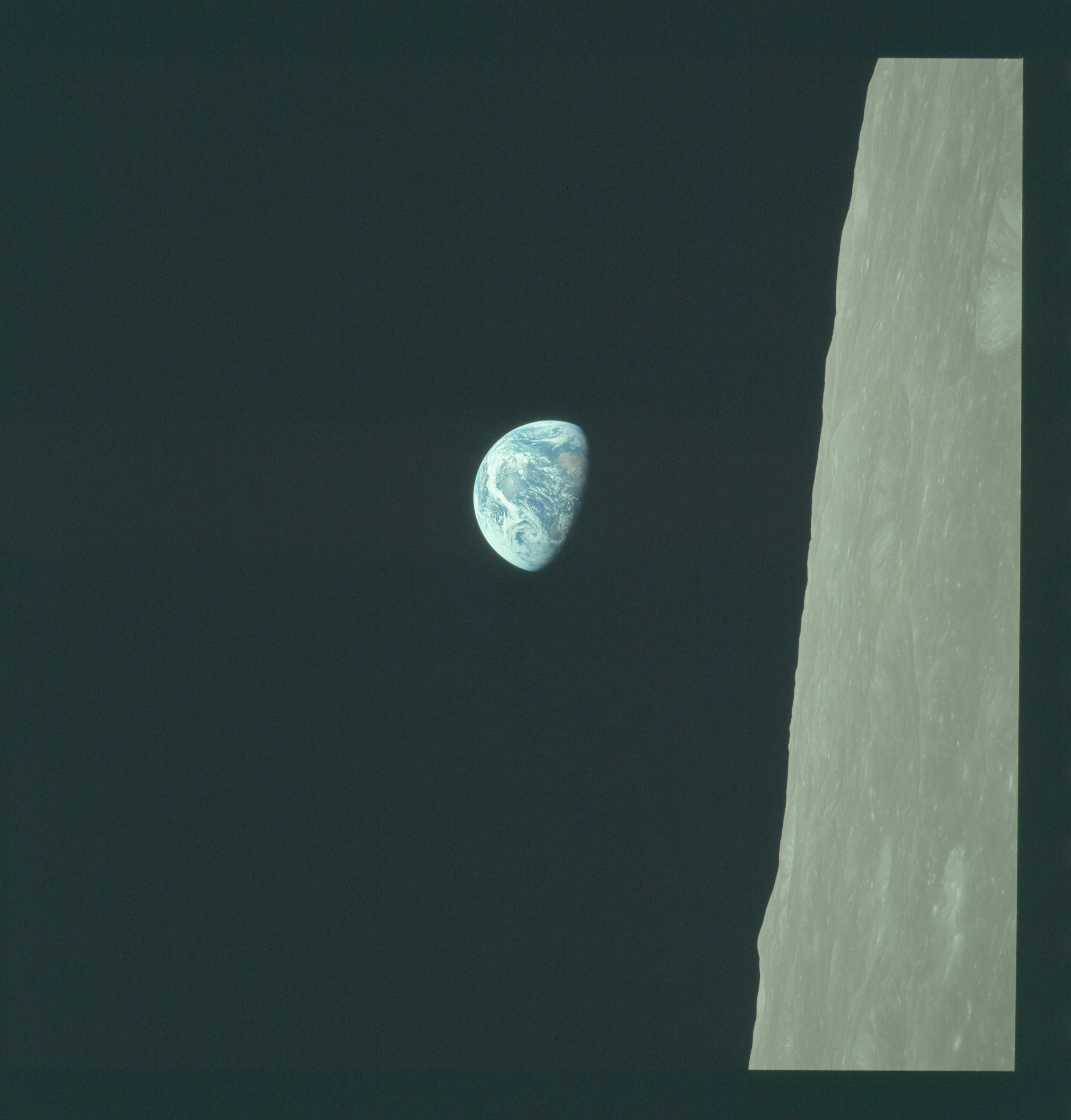
AS08-14-2383 (21713574299), bức ảnh mà từ đó Trái Đất mọc đã được cắt ra. Bức ảnh được hiển thị ở hướng ban đầu theo góc nhìn của phi hành đoàn Apollo 8. Hướng Bắc Mặt Trăng nằm ở phía trên.

Đã có rất nhiều bức ảnh được chụp vào thời điểm đó. Đoạn băng ghi âm của sứ mệnh cho thấy một số bức ảnh được chụp theo lệnh của Borman với sự hưởng ứng nhiệt tình từ Jim Lovell và Anders. Anders chụp bức ảnh màu đầu tiên, sau đó là Lovell, người ghi lại thiết lập (1/250 giây ở khẩu độ f/11), tiếp theo là Anders với một bức ảnh khác rất tương đồng (AS08-14-2384).
Một bản sao đen trắng bức ảnh của Borman đã xuất hiện trong cuốn tự truyện năm 1988 của ông với chú thích: "Một trong những bức hình nổi tiếng nhất lịch sử nhiếp ảnh – được chụp sau khi tôi giật lấy máy ảnh khỏi tay Bill Anders". Borman lưu ý rằng đây là hình ảnh "được Dịch vụ Bưu điện [Hoa Kỳ] sử dụng trên một con tem, và số ít bức ảnh đã được sao chép một cách thường xuyên hơn".:212 Bức ảnh được sao chép không giống với bức ảnh của Anders; ngoài ra, hướng và các kiểu đám mây cũng khác nhau. Borman sau đó công khai rút lại lời nói dối này và đồng ý rằng bức ảnh đen trắng cũng do Anders chụp, dựa trên bằng chứng được trình bày bằng bản ghi và video do Ernie Wright, nhân viên của Scientific Visualization Studio thuộc Trung tâm Chuyến bay Không gian Goddard của NASA, sản xuất.
Sau khi Apollo 8 quay trở về, các kỹ thuật viên của NASA – do không thể chờ để xử lý phim một cách bình thường – đã lái xe bốn tiếng từ Houston đến Corpus Christi, Texas tới R&R Photo Studio & Color Labs (về sau được biết đến với tên gọi R&R PhotoTechnics), nơi đầu tiên và duy nhất ở South Texas sở hữu thiết bị xử lý ảnh màu. Quan trọng hơn, R&R cung cấp tiến trình xử lý slide Ektachrome kéo dài bốn giờ hiếm có dành cho phim chuyên nghiệp cỡ 220 dùng cho máy ảnh Hasselblad của các phi hành gia, khiến R&R trở thành chuyến đi thuận tiện trong ngày đáp ứng nhu cầu quan trọng của NASA.
Tại đó, chủ sở hữu Raul Rodriguez nhận lấy cuộn phim đã di chuyển 500.000 dặm (800.000 km), đến phía xa của Mặt Trăng và quay trở về. Ông đích thân rửa các slide và sao chép chúng thành 220 bản âm bản thông thường, sau đó ông cũng phải rửa chúng. Tiếp đến, ông phơi sáng và in những bức ảnh được yêu cầu ở kích thước bóng 8 "x 10" nhanh, một trong số đó về sau được gọi là Trái Đất mọc. Cuối cùng, Rodriguez trả lại các slide, âm bản và ảnh cho các kỹ thuật viên của NASA để họ có thể nhanh chóng quay trở lại Houston.
Đối với các slide Trái Đất mọc, sau đó là các bản âm bản Trái Đất mọc, Rodriguez sử dụng máy xử lý phim Merz S2A do Đức sản xuất. Để in bức ảnh Trái Đất mọc đầu tiên, ông đã sử dụng máy phóng ảnh Chromega D4 lấy nét tự động có bộ lọc màu dial-in hiện đại. Nó nằm trên một hộp đựng giấy cuộn rộng 11 inch, dẫn động bằng động cơ và chống ánh sáng. Các bức ảnh được xác định đầy đủ thông qua bộ xử lý giấy ảnh cuộn nạp liên tục (continuous-feed roll-photo paper processor), tự bổ sung, leader bằng Mylar, hiện đại nhất vào thời điểm đó của Rodriguez do công ty ảnh Nord có trụ sở tại Minneapolis, Minnesota sản xuất.
Con tem phát hành tái hiện kiểu dáng đám mây, màu sắc và hố va chạm từ bức ảnh của Anders. Borman mô tả Anders là người có "bằng thạc sĩ về kỹ thuật hạt nhân"; do đó, ông được giao trách nhiệm làm "thành viên phi hành đoàn khoa học ... cũng thực hiện nhiệm vụ chụp ảnh vô cùng quan trọng đối với phi hành đoàn Apollo, những người đã thực sự đáp xuống Mặt Trăng".:193
Nhân kỷ niệm 50 năm sứ mệnh Apollo 8 vào năm 2018, Anders tuyên bố: "Nó thực sự làm suy giảm niềm tin tôn giáo của tôi. Ý tưởng rằng mọi thứ xoay quanh giáo hoàng và trên đó có một siêu máy tính lớn đang tự hỏi liệu ngày hôm qua Billy có phải là một cậu bé ngoan không? Nó chẳng có ý nghĩa gì cả. Tôi đã trở thành bạn thân của [nhà khoa học vô thần] Richard Dawkins".

### Hình học
Bức ảnh gốc đã được xoay 95 độ theo chiều kim đồng hồ để tạo ra hướng Trái Đất mọc như công bố nhằm truyền tải tốt hơn cảm giác Trái Đất mọc lên trên khung cảnh Mặt Trăng. Bức ảnh được công bố cho thấy Trái Đất quay theo chiều kim đồng hồ khoảng 135° so với hướng điển hình là Bắc-Nam, với hướng Nam ở bên trái.